# Stratagus
Stratagus est un moteur de jeu vidéo libre et open-source, anciennement nommé Freecraft. À l’origine un clone de Warcraft, le jeu a été revu par suite de la menace de procès par Blizzard. Depuis, le jeu est disponible sous forme de moteur open source pour permettre la création de jeux de stratégie en temps réel ainsi qu’en tant que jeu complet,  Battle of Survival Wars, se déroulant dans un univers de science-fiction.
Ce moteur est aujourd’hui beaucoup utilisé, notamment grâce à la flexibilité de sa configuration.
Parmi les jeux open source utilisant ce moteur, on peut citer Wyrmsun qui reprend des éléments (certains graphismes et la musique) de The Battle for Wesnoth.